# Гай Вибий Руфин
Гай Вибий Руфин (на латински: Gaius Vibius Rufinus) e политик на ранната Римска империя през 1 век.
Фамилията му Вибии произлиза от Тускулум. Той е син на Гай Вибий Руф (суфектконсул 16 г.) и Публилия.
Служи на Дунав и Рейн. През 22 г. той е суфектконсул заедно с Марк Кокцей Нерва (юрист). През 36/37 г. е проконсул на Азия. Между 41/42 и 46/47 г. е легат Augusti pro praetore Germaniae Superioris (на Горна Германия).